# Обикновен торбест бандикут
Обикновен торбест бандикут (Macrotis lagotis), също голям зайцеподобен бандикут или голямо билби, е австралийски торбест бозайник от семейство Thylacomyidae.

## Описание
Голямото билби притежава дълга, копринено мека синьо-сива козина, изключително дълги подобно на заек уши и дълга опашка, която в края е гола. Опашката е двуцветна - с черна основа и бял край. За разлика от останалите представители на семейството зъбите са с гладка дъвкателна повърхност и големи корени. Муцунката е остра. Мъжките екземпляри са с тегло 1 - 2,4 kg, женските са по-дребни 0,8 - 1,1 kg.

## Начин на живот
Голямото билби е предимно нощно животно със слабо развито зрение за сметка на доброто му обоняние и слух. Храни се с ларви и възрастни насекоми. В менюто му влизат и малки бозайници като мишки. Когато са застрашени, животинчетата могат да хапят подобно на котка, но към хората не проявяват агресивност. Животните спят в много интересна поза на задните си крайници с глава свита между предните лапички.
Голямото билби изравя големи дупки в земята, които обитава. Дупката се изкопава с помощта на предните лапи и опашката на дълбочина до 1,5 m и повече. Има спираловиден ход и липсва втори изход. Ако в дупката има билби и някой се опитва да я разрови, то животното веднага започва да разравя нов изход със същата бързина, както и натрапникът.

## Размножаване
Представителите на вида живеят на двойки в своите дупки. Размножават се през есента (от март до май). За разлика от зайците, те не са толкова плодовити. Макар че имат осем млечни зърна, те отглеждат едва по едно-две малки на потомство. Марсупиумът се отваря надолу и назад.

## Екологични особености
Още в древността аборигените са ценели качеството на кожата от това животно. Чернобялата опашка е била ценно украшение. Поради тази причина вероятно ареалът на разпространение е бил ограничен още преди европейската колонизация на континента. За последните сто години обаче ареалът му значително е намален, заради привнесените европейски видове. От една страна това са хищните лисица и домашна котка, а от друга — залаганите капани за борба със зайците. Кожите от голямото билби дълго са били предмет на търговия по пазарите в Аделаида. Днес това животно се среща изключително рядко в ненаселените полупустинни райони на Западна Австралия.